# سیونگیوده
سیونگیوده (انگلیسی: Syungyude) یک رودخانه در استان یاقوتستان کشور روسیه است.